# 21 Brygada Strzelców Podhalańskich

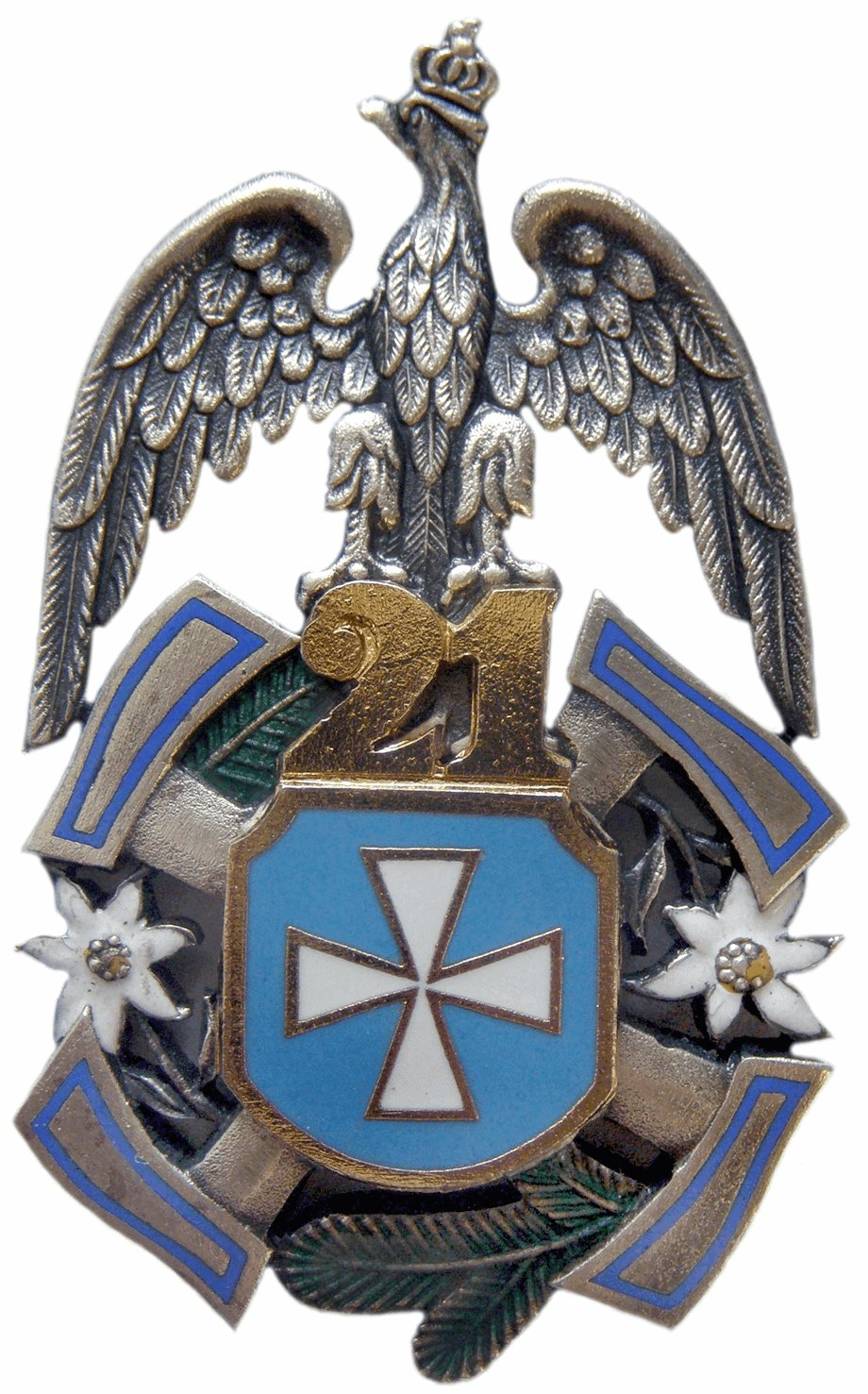
Odznaka pamiątkowa Brygady.

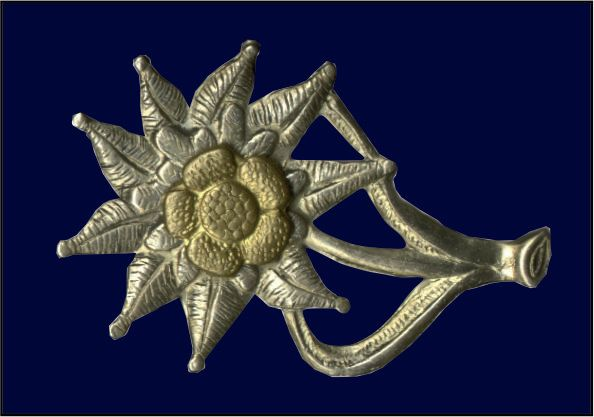
Proporzec na beret 21 BSP.

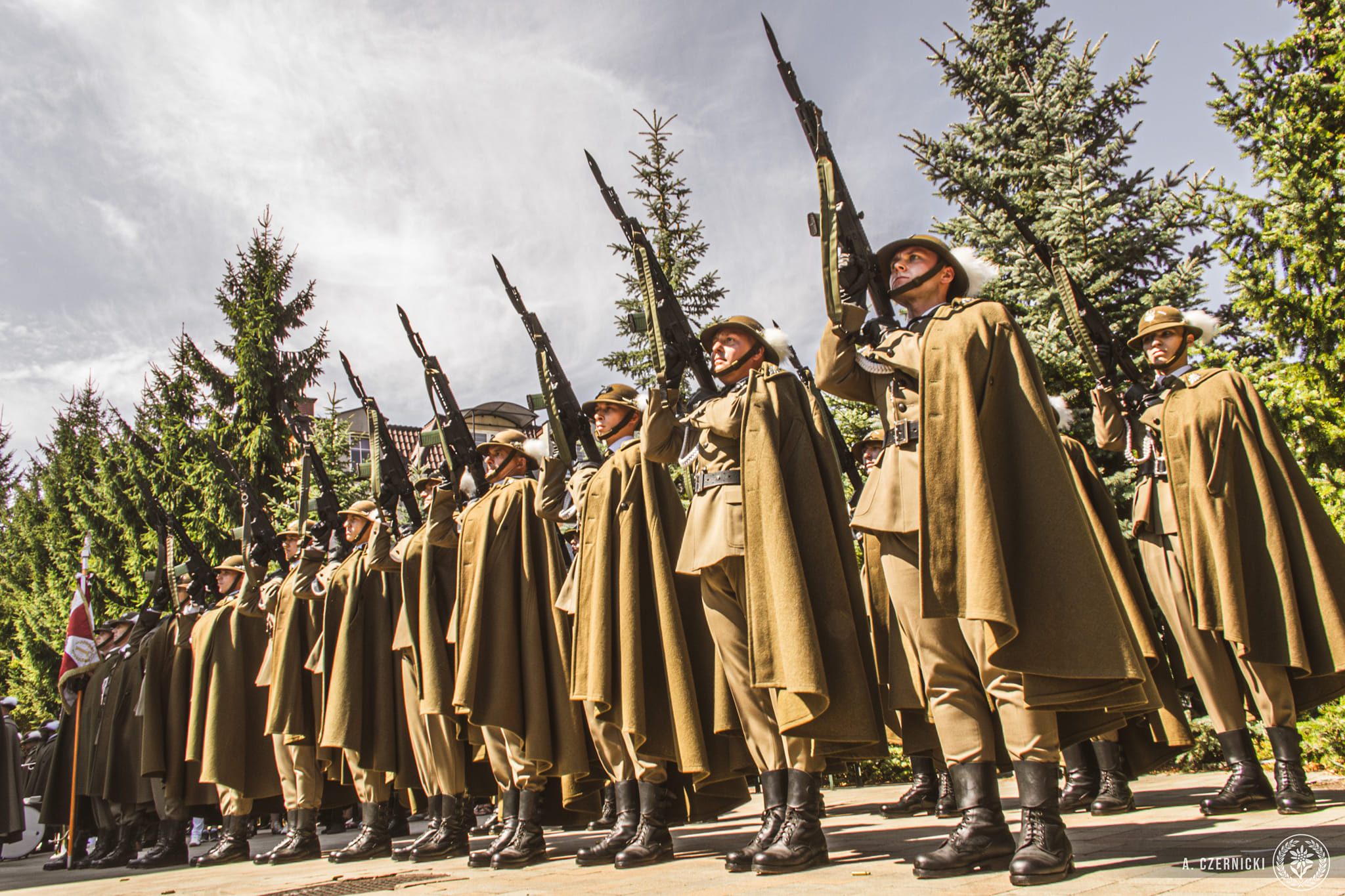
21 Brygada Strzelców Podhalańskich. Kompania Honorowa - Święto Wojska Polskiego - Rzeszów 2024 r.

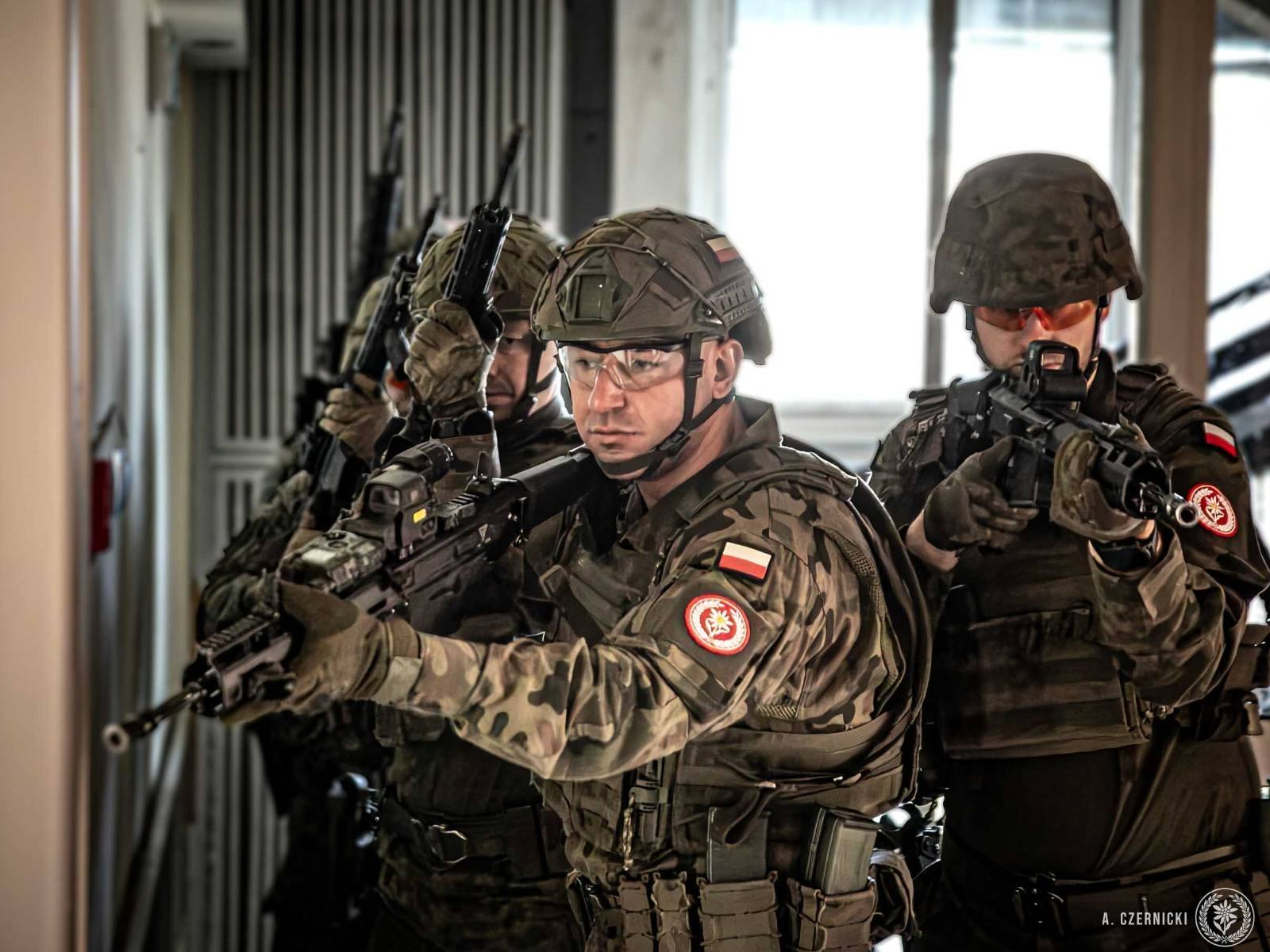
21 Brygada Strzelców Podhalańskich. Szkolenie żołnierzy z 1 Batalionu Strzelców Podhalańskich - Rzeszów

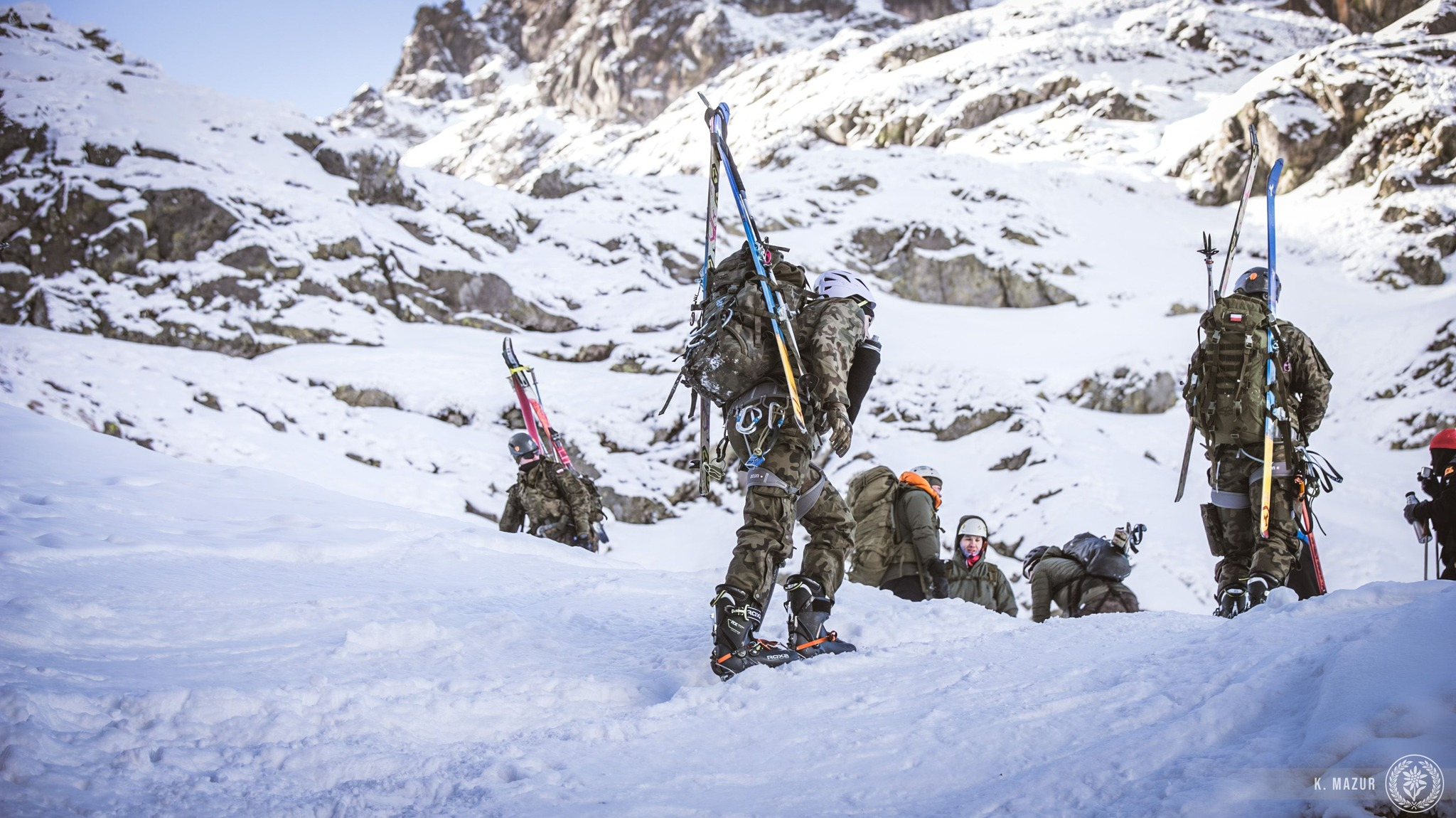
21 Brygada Strzelców Podhalańskich. Zimowe szkolenie Kompanii Rozpoznawczej w Tatrach - styczeń 2025 r.

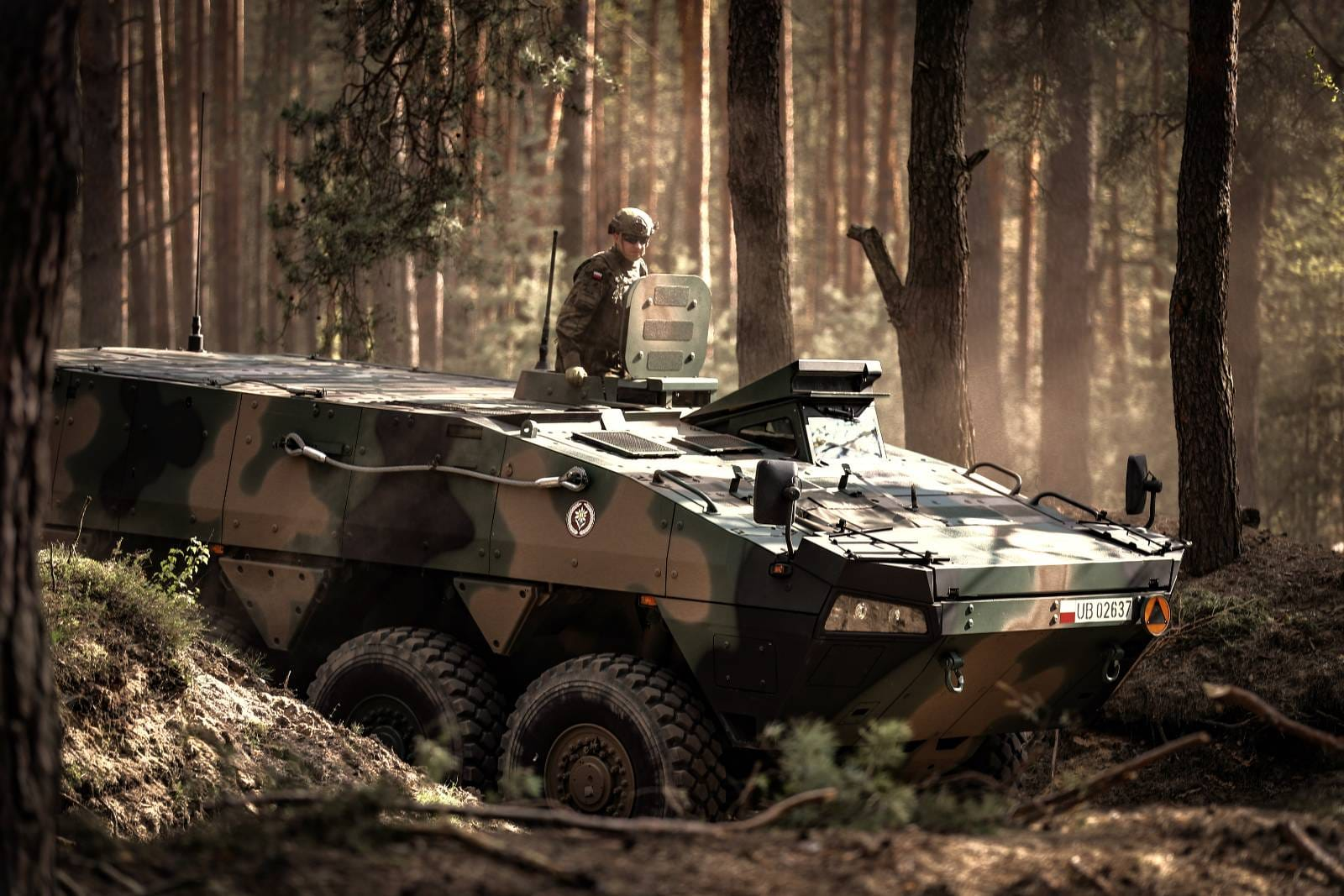
Kołowy Transporter Opancerzony Rosomak z 5 Batalionu Strzelców Podhalańskich podczas szkolenia poligonowego.

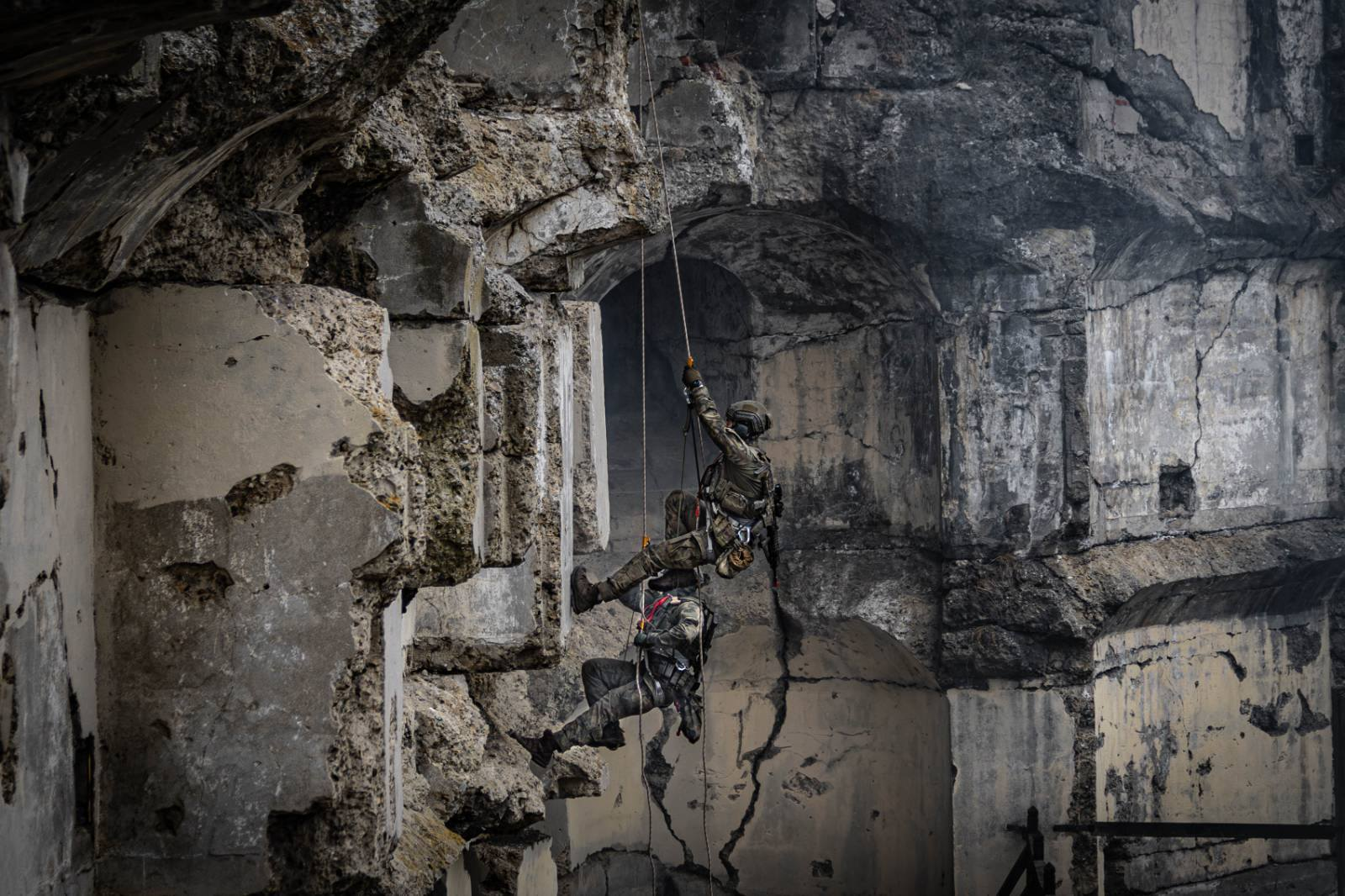
Podhalańczycy podczas realizacji zadania bojowego w terenie górzystym przy wykorzystaniu specjalistycznego sprzętu wspinaczkowego - Pogórze Przemyskie 2025 r.

21 Brygada Strzelców Podhalańskich im. gen. bryg. Mieczysława Boruty-Spiechowicza (21 BSP) – lekki związek taktyczny Wojska Polskiego przeznaczony do działań bojowych w terenie górskim.

## Formowanie i zmiany organizacyjne
21 Brygada Strzelców Podhalańskich została sformowana w 1993 na bazie 5 Pułku Strzelców Podhalańskich oraz odtwarzanych oddziałów 9 Dywizji Zmechanizowanej jako jednostka Krakowskiego Okręgu Wojskowego. W 1999 brygadę włączono do Korpusu Powietrzno-Zmechanizowanego. W tym samym roku, w związku z rozformowaniem 14 Brygady Pancernej, do składu 21 BSP włączono: dwa bataliony czołgów z Żurawicy, dywizjony artylerii przeciwpancernej, samobieżnej i rakietowej z Jarosławia oraz Polsko-Ukraiński Batalion Sił Pokojowych z Przemyśla.
Od 1 lipca 2000 do 1 września 2011 brygada była podporządkowania dowódcy 1 Dywizji Zmechanizowanej. Od 1 września 2011 jednostka podlegała bezpośrednio Dowódcy Wojsk Lądowych.  Decyzją Ministra Obrony Narodowej Nr Z-65/Org./P1 oraz Nr Z-66/ZOiU-P1 z dnia 5 września 2018 r.  
29 sierpnia 2019 r.  brygada została włączona w skład nowo formowanej 18 Dywizji Zmechanizowanej.

## Tradycje
Na mocy decyzji nr 44/MON z 12 maja 1994 minister Obrony Narodowej przekazał 21 BSP tradycje jednostek górskich:
- Drużyny Podhalańskie (1913–1914)
- Brygada Górska (1918–1919)
- 21 Dywizja Piechoty Górskiej (1919–1939)
- 22 Dywizja Piechoty Górskiej (1921–1939)
- Samodzielna Brygada Strzelców Podhalańskich (1939-1940)
- Batalion Strzelców Podhalańskich 1 Dywizji Pancernej (1940-1947)
- 1 Pułk Strzelców Podhalańskich AK (1943–1945)
- 2 Pułk Strzelców Podhalańskich AK (1943–1945)
- 3 Pułk Strzelców Podhalańskich AK (1943–1945)
- 4 Pułk Strzelców Podhalańskich AK (1943–1945)
- 5 Pułk Strzelców Podhalańskich AK (1943–1945)
- Samodzielny Batalion Piechoty Górskiej KBW (1956–1966)[3][4],
- 5 Podhalańska Brygada Wojsk Obrony Wewnętrznej im. Ziemi Krakowskiej (1966–1989)[4],
- 5 Pułk Strzelców Podhalańskich im. gen Andrzeja Galicy (1989-1993)

## Symbolika podhalańska
Znakiem rozpoznawczym 21 BSP jest szarotka umieszczona na; sztandarach brygady, na patkach peleryn mundurów, na kapeluszach oraz na beretach. Na prawym rękawie munduru noszone są okrągłe odznaki rozpoznawcze z białą szarotką na dziewięciu różnych kolorach oznaczające poszczególne pododdziały brygady.
Tradycyjny galowy mundur podhalański charakteryzuje się obecnie kapeluszem oraz peleryną nawiązującą do górskiego folkloru. Z tradycji Podhala wywodzi się ozdabianie nakryć głowy piórami drapieżnych ptaków przypiętymi odznakami, których motyw stanowiła do 1945 gałązka jedliny wpleciona do swastyki. Obecnie jest to szarotka podhalańska. Efektowną częścią munduru strzelców podhalańskich jest również kapelusz, który do Wojska Polskiego wprowadził gen. Andrzej Galica. Ozdobą kapelusza jest orle pióro, którego długość nie powinna przekroczyć 40 cm. Elementem tradycyjnego folkloru jest również peleryna podhalańska, wzorowana na góralskiej guni. Pierwsze peleryny wprowadzono do jednostek podhalańskich w roku 1923. Decyzją Nr 244/MON z 23 czerwca 2015 roku w brygadzie wprowadzono Wojskową Odznakę Górską 21. Brygady Strzelców Podhalańskich.

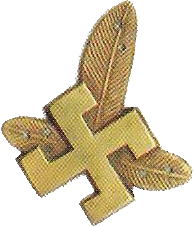
Korpusówka Strzelców Podhalańskich noszona na kołnierzach munduru jednostek DPG do roku 1945
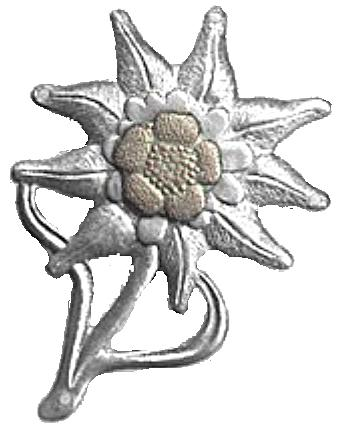
Szarotka alpejska – współczesna korpusówka podhalańczyków

Święto 21 Brygady Strzelców Podhalańskich: 26 maja.
Patron 21 Brygady Strzelców Podhalańskich – gen. bryg. Mieczysław Ludwik Boruta-Spiechowicz.
Decyzją nr 16/MON Ministra Obrony Narodowej z dnia 31 stycznia 2012 roku wprowadzono proporczyki na beret 21. Brygady Strzelców Podhalańskich.

## Struktura organizacyjna
Struktura przed reorganizacją brygady 15 lutego 2011 roku:
- Dowództwo 21 Brygady Strzelców Podhalańskich im. gen. bryg. Mieczysława Boruty-Spiechowicza w Rzeszowie
- 21 Batalion Dowodzenia im. gen. bryg. Zygmunta Szyszko-Bohusza w Rzeszowie
- 1 Batalion Strzelców Podhalańskich im. gen. bryg. Józefa Kustronia w Rzeszowie
- 5 Batalion Strzelców Podhalańskich im. gen. bryg. Andrzeja Galicy w Przemyślu
- 22 Karpacki Batalion Piechoty Górskiej w Kłodzku
- 14 Batalion Zmechanizowany – obecnie wcielony do 5 bsp Przemyśl
- 1 Batalion Czołgów w Żurawicy
- Polsko-Ukraiński Batalion Sił Pokojowych im. Hetmanów Jana Karola Chodkiewicza, Piotra Konaszewicza Sahajdacznego – obecnie 5 bsp – Przemyśl
- 14 Dywizjon Artylerii Samobieżnej im. gen. bryg. Wacława Wieczorkiewicza w Jarosławiu
- 21 Dywizjon Artylerii Przeciwlotniczej im. gen. dyw. Józefa Zająca w Jarosławiu
- 21 kompania zaopatrzenia w Rzeszowie → 21 blog
- 21 kompania remontowa w Rzeszowie → 21 blog
- 21 kompania medyczna w Rzeszowie → 21 Grupa Zabezpieczenia Medycznego

Obecna struktura organizacyjna brygady:
- Dowództwo 21 Brygady Strzelców Podhalańskich im. gen. bryg. Mieczysława Boruty-Spiechowicza w Rzeszowie
- 1 Batalion Strzelców Podhalańskich im. gen. bryg. Józefa Kustronia w Rzeszowie
- 3 Batalion Strzelców Podhalańskich im. gen. bryg. Józefa Gizy w Gniewczynie Łańcuckiej (formowanie nowo powstałego batalionu rozpoczęto w 2021 roku, w Przemyślu[7], obecnie dla batalionu powstaje kompleks koszarowy, który zostanie ukończony w 2026 roku[8])
- 5 Batalion Strzelców Podhalańskich im. gen. bryg. Andrzeja Galicy w Przemyślu
- 21 Lekki Batalion Górski w Wojnarowej (formowanie nowo powstałego batalionu rozpoczęto w 2023 roku)
- 14 Dywizjon Artylerii Samobieżnej im. gen. bryg. Wacława Wieczorkiewicza w Jarosławiu
- 21 Dywizjon Artylerii Przeciwlotniczej im. gen. dyw. Józefa Zająca w Jarosławiu
- 21 Batalion Dowodzenia im. gen. bryg. Zygmunta Szyszko-Bohusza w Rzeszowie
- 21 Batalion Logistyczny im. gen. bryg. Jerzego Kazimierza Dobrodzickiego w Rzeszowie
- 21 Batalion Saperów w Gniewczynie Łańcuckiej (formowanie nowo powstałego batalionu rozpoczęto w 2024 roku)

## Uzbrojenie
Na uzbrojeniu brygady znajdują się: bojowe wozy piechoty BWP-1, Kołowe Transportery Opancerzone Rosomak uzbrojone w wieżę ZSSW-30, pojazdy rozpoznawcze BRDM-2, moździerze samobieżne M120 RAK, samobieżne armato-haubice AHS Krab oraz K9, przeciwlotnicze zestawy rakietowe SPZR Poprad oraz samobieżne zestawy przeciwlotnicze Hibneryt - złożone z ciężarówki Star 266 oraz zamontowanej na nim podwójnie sprzężonej armaty przeciwlotniczej ZU-23-2. 

## Wyszkolenie
Żołnierze 21 BSP szkolili się w Norwegii w okolicach koła podbiegunowego, w Alpach Francuskich, na poligonach w Niemczech, Austrii, Szwajcarii, Włoszech, Słowacji, Ukrainie, Uzbekistanie oraz w Wielkiej Brytanii. Głównymi ośrodkami szkoleniowymi wspinaczki wysokogórskiej i narciarskiej podhalańczyków są Trzcianiec, Rabe, Bystre, Kiry oraz Zakopane. Szkolenie taktyczne odbywa się na poligonach w Nowej Dębie, Wędrzynie, Lipie, Trzciańcu i Wicku Morskim. Najważniejsze ćwiczenia odbyte w składzie międzynarodowym to „Join Winter”, „Strong Resolve”, „Cossack Steppe” oraz „Maple Arch” na Litwie

## Strzelcy podhalańscy
Dowódcy brygady:
- płk dypl. Zbigniew Skikiewicz (od 1994)
- płk dypl. Fryderyk Czekaj (1994 – IX 1995)
- płk dypl. Jerzy Wójcik (IX 1995 – 1996)
- gen. bryg. Fryderyk Czekaj (1996 – II 2000)
- płk dypl. Henryk Dziewiątka (II 2000 – II 2002)
- płk dypl. Jan Brzozowski (II – XII 2002)
- gen. bryg. Mirosław Rozmus (XII 2002 – 2005)
- gen. bryg. Janusz Bronowicz (2005 – 2007)
- gen. bryg. dr Tomasz Bąk (II 2008 – 5 I 2010)
- płk/gen. bryg. Stanisław Olszański (5 I 2010 – 16 XI 2012)
- płk/gen. bryg. Wojciech Kucharski (16 XI 2012 – 9 X 2015)
- płk dypl. Zenon Brzuszko (9 X 2015 – 16 IX 2016)
- płk dypl. Jarosław Mokrzycki[11] – cz.p.o. (17 IX 2016 – 4 IV 2017)
- płk/gen. bryg. Ryszard Pietras (5 IV 2017 – 4 II 2019)[12]
- płk/gen. bryg. Dariusz Lewandowski (4 II 2019 – 10 XI 2022)
- płk/gen. bryg. Tadeusz Nastarowicz (1 XII 2022 – )[13]